# Folklor
Folklor je naziv za različite aspekte tradicije kulture, najčešće uobičajen u značenju zajedničkog imena za tradicijske oblike književnosti, glazbe, plesova, dramskog i likovnog stvaranja. Znanost koja proučava pojam folklora naziva se folkloristika, a datira iz predromantizma i romantizma.

## Definicija pojma
Riječ folklor dolazi od engleske riječi folk: puk, narod + lore: nauk, znanje. Izraz folklor prvi je put upotrijebio William Thoms 1846. godine u engleskom časopisu The Athenaeum, misleći na narodno znanje. U popularnoj upotrebi folklor označava aspekte koji se u primijenjenim oblicima pojavljuju u gradskoj kulturi, tj. izvedbi scenski adaptiranih pjesama i plesova, izrađenih rukotvorina itd.

## Folklor i stvaralaštvo
Umjetnost bilo kojeg vremena ne može se zamisliti bez folklornih elemenata, premda je njegov udio ponekad jedva zamjetljiv. Vrhunska ostvarenja na području glazbene umjetnosti zasnivaju se manje ili više na elementima folklora, što danas posebice dokazuju sve češći etno festivali. Sve specifične osobine nekog naroda i kraja kao što su ljudska psiha, podneblje, prirodni fenomeni, govor, ritam, pjesme i plesovi skupljeni su u folklor koji samo čeka na umjetnikovu imaginaciju da ga on kroz svoju ličnost doživi i pretvori u umjetničko djelo. Narodna melodija koja se čuje negdje u pejzažu nosi sa svojom melodijom i dio atmosfere krajolika s kojim neposredno živi i od kojeg je autentično izrečen. Dakle, ako se želi emocionalno doživjeti i glazbeno realizirati jedan kraj te zbivanja u njemu, treba duboko proučiti atmosferu i psihologiju dotičnog kraja, njegovih ljudi i prirode s kojom su oni tako neposredno stopljeni. Folklor ne nameće nikakve dogme i propise, on omogućava potpunu slobodu umjetniku u njegovu stvaranju i interpretiranju.

## Folklorne smotre
U želji da se poboljša i poveća dio folklornog programa najviše su pridonijele nacionalne i međunarodne smotre. Njihov je osnovni cilj prikazati autentičnu sliku narodne umjetnosti. Foklor kao zbir komponenata vezanih uz život i stvaralaštvo seoskog stanovništva nema više svoje vjekovne uvjete razvoja i opstanka i ostaje relativno malo mogućnosti da ga se sačuva kao i što znanost o folkloru ima zapravo jedinu pravu šansu da ostane živa znanstvena disciplina koja neposredno pridonosi društvu u kojem djeluje.
Znanost o folkloru ima veliki zadatak, a to je selekcija onih folklornih vrijednosti koje trebaju ući u djela neprolazne vrijednosti, u opću riznicu nacionalne kulture i umjetničke baštine te da se zaustavi odlazak folklora samo u muzeje i sjećanja te da se zadrži živim. Nestajanje ili naglo smanjenje vrijednih folklornih elemenata zadaje velike brige znanstvenim institucijama koje se bave skupljanjem folklorne tradicije i njezinim interpretiranjem. Nestaju mnogi vrijedni dokumenti i zato Smotra folklora u sadašnjosti, ali i u budućnosti treba potaknuti čuvanje i restauriranje mnogih običaja nacionalne kulturne baštine. Zato svaka Smotra može najbolje usporediti do kakvih je promjena došlo u primjeni narodne umjetnosti, promatrajući njezine izvore i ostvarenja nastala raznim obradama i adaptacijama.

## Vanjske poveznice

### Sestrinski projekti
|  | Zajednički poslužitelj ima još gradiva o temi folklor |

### Mrežna mjesta
- folklor Hrvatska enciklopedija. LZMK
- LZMK / Proleksis enciklopedija: folklor